# Pterolophia fuscomarmorata
Pterolophia fuscomarmorata är en skalbaggsart som beskrevs av Stefan von Breuning 1977. Pterolophia fuscomarmorata ingår i släktet Pterolophia och familjen långhorningar. Inga underarter finns listade i Catalogue of Life.